# Botričnica
Botričnica je naselje v Občini Šentjur.